# Phylloxera symmetrica
Phylloxera symmetrica är en insektsart som beskrevs av Theodore Pergande 1904. Phylloxera symmetrica ingår i släktet Phylloxera och familjen dvärgbladlöss.

## Underarter
Arten delas in i följande underarter:
- P. s. vasculosa
- P. s. purpurea
- P. s. symmetrica